# Epiplatea arcuata
Epiplatea arcuata är en tvåvingeart som beskrevs av Friedrich Georg Hendel 1911. Epiplatea arcuata ingår i släktet Epiplatea och familjen Richardiidae. Inga underarter finns listade i Catalogue of Life.